# Springstoff
Springstoff (Eigenschreibweise SPRINGSTOFF) ist ein Berliner Musiklabel und Verlag, das vor allem als Hip-Hop-Label bekannt ist, aber auch andere Stile wie Ska, Reggae und Elektronische Musik veröffentlicht. Springstoff legt einen besonderen Schwerpunkt auf die Förderung von Frauen in der Musik. Der Vertrieb erfolgt über Indigo.

## Geschichte
Springstoff wurde 1998 von Opernsänger und Toningenieur Rainer Scheerer zusammen mit Robin Haefs (Mad Maks) als lockerer Zusammenschluss verschiedener Künstler gegründet und verstand sich zunächst als DIY-Label für Hip-Hop. Zunächst erschienen Produktionen der eigenen Künstler. Künstler wie BierPimp und Chrizzow Flex verließen das Label. Nach dem Ausstieg von Haefs war es vor allem Sookee, die das Label bekannt machte und auch die weitere Ausrichtung bestimmte.
2011 stieg die Sprach- und Kulturwissenschaftlerin Anna Groß in die Firma ein und die Ausrichtung des Labels änderte sich. Mit Sookee in Kooperation entstanden eine große Anzahl feministischer und queerer Veranstaltungsreihen, Workshops und Projekten.

## Künstler
Zu den Künstlern des Labels gehören das Berlin Boom Orchestra, FaulenzA, Johannes Motschmann, Sookee und teepee.

## Diskografie
| Jahr | Band/Künstler             | Titel                                                                                 | Format  | Code                 | Musikstil    |
| ---- | ------------------------- | ------------------------------------------------------------------------------------- | ------- | -------------------- | ------------ |
| 2001 | Mad Maks                  | Stelzbokk                                                                             | Demo-CD |                      | Hip-Hop      |
| 2002 | Pillah K                  | Marionetten                                                                           | CD      | –                    | Hip-Hop      |
| 2003 | BierPimp                  | BierPimpin' Ain't Easy                                                                | CD      | CD-BPAE-S666         | Hip-Hop      |
| 2003 | Chrizzow Flex             | Das Flexperiment                                                                      | CD      | –                    | Hip-Hop      |
| 2004 | Mad Maks & Sikk           | Maksimale Sikkness                                                                    | CD/LP   |                      | Hip-Hop      |
| 2004 | Mad Maks & Chrizzow Flex  | Gemischte Gefühle #1                                                                  | MC/LP   | MC-MCGG-0018         | Hip-Hop      |
| 2005 | Chrizzow Flex             | Upgrade                                                                               | CD      | CD-CFUG-0019         | Hip-Hop      |
| 2005 | Sookee                    | Kopf Herz Arsch                                                                       | CD      | 354.9009             | Hip-Hop      |
| 2009 | Mad Maks                  | Halleluja Berlin                                                                      | CD/LP   |                      | Hip-Hop      |
| 2009 | Mad Maks                  | Jemischte Jefühle                                                                     | CD/LP   |                      | Hip-Hop      |
| 2011 | Pyranja                   | Retro Tape 1                                                                          | Mixtape |                      | Hip-Hop      |
| 2010 | Sookee                    | Quing                                                                                 | CD      | CD-SOQU-0026         | Hip-Hop      |
| 2011 | Deine Elstern             | Kobito & Sookee                                                                       | MCD     | CD-KSDE-0031         | Hip-Hop      |
| 2011 | Sookee                    | Bitches Butches Dykes & Divas                                                         | CD/LP   | CD-SOBB-0032         | Hip-Hop      |
| 2014 | Refpolk                   | Über mich hinaus                                                                      | CD      |                      | Hip-Hop      |
| 2014 | Form/ Prim                | Es gibt ein richtiges Leben im Falschen: Meins/Il Y A Peut-Être De La Vie Sur Le Toit | CD      | CD FPEL - 0049       | Hip-Hop      |
| 2014 | Sookee                    | Lila Samt                                                                             | CD/LP   | CD-SOLS-0046         | Hip-Hop      |
| 2014 | Berlin Boom Orchestra     | Retro / Collie Contemplation                                                          | 7’’     | SP-BORS-0059         | Ska          |
| 2014 | Refpolk & Pyro One        | Aufstand der Rucksäcke                                                                | 7’’     | SP-PRAR-0054         | Hip-Hop      |
| 2015 | Berlin Boom Orchestra     | Kopf, Stein, Pflaster                                                                 | CD      | CD-BOKS-0061         | Ska          |
| 2015 | Jennifer Gegenläufer      | Positionen                                                                            | CD      | CD-JGEP-0062         | Hip-Hop      |
| 2015 | Circus Rhapsody           | Telling Horror Stories                                                                | CD      |                      | Horrorpunk   |
| 2015 | Various Artists           | Make Some Noise (Sexism and Homophobia Out of My Music)                               | CD      | CD-MSNS-0067         | Hip-Hop      |
| 2015 | Msoke                     | Free Motion                                                                           | CD      | CD-MSTR-0053         | Reggae       |
| 2015 | Various Artists           | Purple Velvet Souvenir Sampler                                                        | CD      | CD-PVTS-0060         | Hip-Hop      |
| 2015 | Refpolk                   | Klippe                                                                                | CD/LP   | CD-RFKL-0064         | Hip-Hop      |
| 2015 | Torkel T                  | Ums Ganze                                                                             | CD      | CD-TTUG-0066         | Hip-Hop      |
| 2015 | dfumh                     | Don't Fuck Up My High                                                                 | 12′’    | LP-HPDH-0068         | Electro      |
| 2015 | Sookee/Lex LaFoy          | Purple Velvet Souvenir Sampler - Me A Vinyl                                           | 7’’     | SP-PVTS-0058         | Hip-Hop      |
| 2016 | Defranzy                  | Geschichten mit dem Beat                                                              | CD      | CD-DFGB-0104         | Hip-Hop      |
| 2016 | FaulenzA                  | Einhornrap                                                                            | CD      | CD-FAER-0105         | Hip-Hop      |
| 2016 | FaulenzA                  | Mäuseanarchy (Rerelease)                                                              |         |                      | Punk         |
| 2016 | Teepee                    | Mirrors                                                                               | MCD     |                      | Indie-Rock   |
| 2016 | Various Artists           | Refugees Welcome – Gegen jeden Rassismus                                              | CD/2LP  | CD-NOBO-0076         | Diverse      |
| 2016 | Yansn                     | Gute Vibez                                                                            | MCD     | CD-YAEP-0069         | Hip-Hop      |
| 2016 | Hyenaz                    | Critical Magic Remixed                                                                | LP      | LP-HYCM-0108         | Techno       |
| 2016 | Komfortrauschen           | Komfortzone                                                                           | 12’’    | LP-KRKO-0109         | House        |
| 2016 | Smilla                    | Not Yet Begun / Two Faces                                                             | 12’’    | SP-SMTF-0103         | House        |
| 2017 | Kid Be Kid                | Sold Out                                                                              | CD      | CD-KBK1-0121         | Jazz         |
| 2017 | Autist                    | Misbehave                                                                             | MP3     | DD-AUMI              | Electro      |
| 2017 | Komfortrauschen           | Plaste                                                                                | 12’’/CD | LP-KRPL-0116         | House        |
| 2018 | FaulenzA                  | Wunderwesen                                                                           | CD/LP   | CD/LP-FAWU-0131/0132 | Hip-Hop/Punk |
| 2018 | Assaf Kacholi             | Amore                                                                                 | CD      |                      | Klassik      |
| 2018 | Spacepilot                | Particle Horizon                                                                      | LP      | LP-SPPH-0126         | Jazz         |
| 2019 | Berlin Boom Orchestra     | Reggae Punks                                                                          | CD/LP   | CD/LP-BORP-0133/0134 | Ska          |
| 2019 | Esrap                     | Tschuschistan                                                                         | CD      | CD-ERTD-0136         | Hip-Hop      |
| 2019 | Jbxdr                     | EP No. 02                                                                             | MCD     | CD-JBEP-0137         | Electro      |
| 2019 | Kidsø                     | Sparkle                                                                               | MP3     | DDKDSP               | Techno       |
| 2019 | Kidsø                     | Father                                                                                | MP3     | –                    | Techno       |
| 2019 | Esrap und Gasmac Gilmore  | Freunde dabei                                                                         | MP3     | –                    | Hip-Hop      |
| 2020 | Re.decay                  | Sun in the Morning                                                                    | 7’’     | 030                  | Hip-Hop      |
| 2020 | Re.decay                  | Down Long Enough                                                                      | MP3     | 031                  | Hip-Hop      |
| 2020 | Jamila & The Other Heroes | Sit El Kon (The Grandmother of the Universe)                                          | CD/LP   | CD/LP-JMSK-0142/0143 | Rock         |
| 2020 | Kidsø                     | Felt                                                                                  | MP3     | DDKDFT               | Techno       |
| 2020 | Kid Be Kid                | Lovely Genders                                                                        | CD/LP   |                      | Rock         |
| 2020 | Berlin Boom Orchestra     | Dub Punks                                                                             | 12’’    | LP-BODP-0152         | Dub          |
| 2020 | Teepee                    | Where the Ocean Breaks                                                                | 12’’    | lp-tp-0147           | Indie-Rock   |
| 2020 | Berlin Boom Orchestra     | #Leave No One Behind                                                                  | MP3     | –                    | Ska          |
| 2022 | Komfortrauschen           | K                                                                                     | LP      | LP-KFK.0158          | Techno       |
| 2021 | Re.decay                  | These Days                                                                            | MP3     | 2021-01              | Hip-Hop      |
| 2021 | Helaine Vis               | Pretty Cliche                                                                         | CD      | CD-HPVC-0165         | Pop          |
| 2022 | Aniqo                     | Birth                                                                                 | CD/LP   | Lp/CD-aqbi-0163      | Rock         |
| 2022 | Bylja                     | Sojourn                                                                               | 12’’    | LP-BSYO-0164         | Techno       |
| 2022 | Esrap                     | Mamafih                                                                               | CD      | SFF025               | Hip-Hop      |
| 2022 | Sir Mantis                | 180 Grad                                                                              | LP/MP3  | SFF017               | Hip-Hop      |